# Kaolak (rivière)
Pour les articles ayant des titres homophones, voir Kaolack (homonymie) et Khao Lak.
La rivière Kaolak est un cours d'eau d'Alaska, aux États-Unis situé dans le borough de North Slope. C'est un affluent de la rivière Kuk.

## Description
Longue de 60 milles (97 km), elle coule en direction du nord-est pour rejoindre la rivière Avalik et former la  rivière Kuk à 37 milles (60 km) au sud-est de Wainwright, dans la plaine arctique.
Son nom eskimo a été référencé en 1924 par  l'United States Geological Survey.

## Sources
- (en) « Kaolak (rivière) », Geographic Names Information System